# Clormayenita
La clormayenita és un mineral de la classe dels òxids que pertany al grup de la mayenita. Rep el seu nom en honor del seu contingut en clor i de la seva localitat tipus, un indret situat a prop de Mayen (Eifel, Alemanya). L'any 2013 l'Associació Mineralògica Internacional va reanomenar el mineral mayenita com a clormayenita i va desacreditar el mineral brearleyita perquè és en realitat clormayenita.

## Característiques
La clormayenita és un òxid de fórmula química Ca₁₂Al14O32[☐₄Cl₂]. Cristal·litza en el sistema isomètric en forma de grans anèdrics arrodonits, de fins a 60 μm. S'altera immediatament a aluminats de calci hidratats quan entra en contacte amb l'aigua.
El Ca₁₂Al14O32 pur sintètic existeix, però és estabilitzat per la humitat enlloc del clor; el contingut de l'aigua arriba a un màxim de 1,3% a ~950 °C i hi és present en forma de grups OH. La composició d'aquesta fase es descriu millor com a Ca₁₂Al14O32(OH)₂.
Segons la classificació de Nickel-Strunz, la clormayenita pertany a «04.CC: Òxids amb relació Metall:Oxigen = 2:3, 3:5, i similars, amb cations de mida mitjana i gran» juntament amb els següents minerals: cromobismita, freudenbergita, grossita, yafsoanita, latrappita, lueshita, natroniobita, perovskita, barioperovskita, lakargiïta, megawita, loparita-(Ce), macedonita, tausonita, isolueshita, crichtonita, davidita-(Ce), davidita-(La), davidita-(Y), landauïta, lindsleyita, loveringita, mathiasita, senaïta, dessauïta-(Y), cleusonita, gramaccioliïta-(Y), diaoyudaoïta, hawthorneïta, hibonita, lindqvistita, magnetoplumbita, plumboferrita, yimengita, haggertyita, nežilovita, batiferrita, barioferrita, jeppeïta, zenzenita i mengxianminita.

## Formació i jaciments
La clormayenita s'ha trobat en blocs de pedra calcària metamorfosats tèrmicament inclosos en roques volcàniques (prop de Mayen, Alemanya); també és comuna en pedres calcàries impuresm metamorfosades tèrmicament a alta temperatura (Formació Hatrurim, Israel). Va ser descoberta prop de Mayen (Alemanya); també ha estat descrita a altres indrets d'Alemanya, Àustria, Israel, Jordània, meteorits del nord-oest d'Àfrica, Palestina, Polònia, la República Txeca, Rússia i Ucraïna.